# Zeuxidia doubledayi
Zeuxidia doubledayi är en fjärilsart som beskrevs av Eduard Honrath 1888. Zeuxidia doubledayi ingår i släktet Zeuxidia och familjen praktfjärilar. Inga underarter finns listade i Catalogue of Life.